# Cimaja
Cimaja is een bestuurslaag in het regentschap Sukabumi van de provincie West-Java, Indonesië. Cimaja telt 6079 inwoners (volkstelling 2010).